# Об'єкт 782
Об'єкт 782 — радянська дослідна бойова машина підтримки танків. Розроблено в конструкторському бюро Челябінського тракторного заводу на базі основного танка Т-72Б. Серійно не вироблялась.

## Історія створення
Ідея створення машини нового класу виникла з 1957 року, ще тоді було відмічено, що ЗСУ-57-2 ефективно може працювати по наземних цілях при зачистці вулиць. Пізніше при веденні бойових дій в Афганістані, показала свою ефективність бойова машина піхоти БМП-2, а доповнювала її зенітна самохідна установка ЗСУ-23-4, вогонь якої ефективно пригнічував відкрито розташовану живу силу противника, а також легкі укриття. Таким чином виникла ідея створення машини, що поєднувала б у собі бронювання танка, можливості перевозити особовий склад як бойова машина піхоти, а також мати ефективне озброєння для дій проти живої сили, як у зенітної самохідної установки. У 1984 році Військовою академією бронетанкових військ були представлені перші креслення майбутньої бойової машини. У кресленнях були представлені різні компонувальні варіанти, проте всі машини базувалися на шасі танка Т-72. У той же час ЦНДІ «Точного машинобудування» створював подібну машину на базі легкого танка «Об'єкт 934», проте роботи далі дослідного зразка не просунулися. Після наради, проведеної в 1985 році, за рішенням головнокомандувача сухопутними військами СРСР В. І. Петрова розробка БМПТ була включена в план НДДКР на 1986-1990 роки.
Розробка нового типу машини була доручена конструкторському бюро Челябінського тракторного заводу. Роботами керував головний конструктор В. Л. Вершинський. Озброєння бойової машини розробляло Тульське Конструкторське бюро приладобудування під керівництвом А. Г. Шипунова. Загальне компонування і випробування дослідних зразків виконував 38 НДВІ БТ. Одним з розроблених варіантів була бойова машина підтримки танків «Об'єкт 781» (іноді іменується як «Об'єкт 781 варіант А», «Об'єкт 781 збірки 6»). Паралельно з нею розроблявся і інший варіант: «Об'єкт 782». У 1987 році були виготовлені два дослідні зразки машини. Спільно з «Об'єктом 781» машина проходила випробування у Чебаркульскому навчальному центрі. За результатами випробувань для подальшої роботи було обрано варіант «Об'єкт 781», а по «Об'єкту 782» всі роботи були припинені.

## Опис конструкції

### Броньовий корпус і башта
Екіпаж машини становив 7 осіб. У передній частині корпусу розміщувалися місця для механіка-водія і двох гранатометників. У середній частині знаходилося бойове відділення з місцями для навідника і командира машини. Для прикриття машини з флангів по бортах корпусу встановлювалися місця для двох кулеметників. Теоретично два гранатометники мали можливість покидання машини, проте на практиці цю функцію було складно реалізовувати. Для реалізації всіх поставлених завдань, корпус машини був істотно змінений. Над ходовою частиною були сконструйовані герметичні відсіки, для розміщення в них гранатометів.

### Озброєння
У броньовий башті була встановлена 100 мм гармата-пускова установка 2А70 з боєкомплектом у 50 пострілів, здатна ефективно боротися з важко броньованою технікою противника типу важких бойових машин піхоти, додатково до звичайних пострілів возилися чотири протитанкові керовані ракети 3УБК10-3 «Бастіон». З гарматою була спарена 30 мм дрібнокаліберна автоматична гармата 2А72, здатна боротися з укритими цілями. Боєкомплект гармати становив 500 патронів. Крім того, в башті був встановлений 40 мм автоматичний гранатомет «Балкан», який дозволяв знищувати живу силу противника, що представляє небезпеку для танкових підрозділів. На додаток до баштового комплексу озброєння встановлювався автономний 7,62-мм кулемет ККТ. Машина була здатна вести вогонь одночасно по шести цілям.
У корпусі машини були встановлені дві спарені установки, до складу кожної з яких входив 40-мм гранатомет «Балкан» з 300 гранатами і 7,62-мм кулемет ККТ. Позаду башти в бортах корпусу машини розміщувалися два незалежних 7,62-мм кулемети ККТ. Кожен кулемет мав боєкомплект в 1000 патронів. Кут обстрілу кулеметів становив 90 ° в горизонтальній площині і від -20 до + 3 ° — у вертикальній.